# إشعاع ضوئي نشط

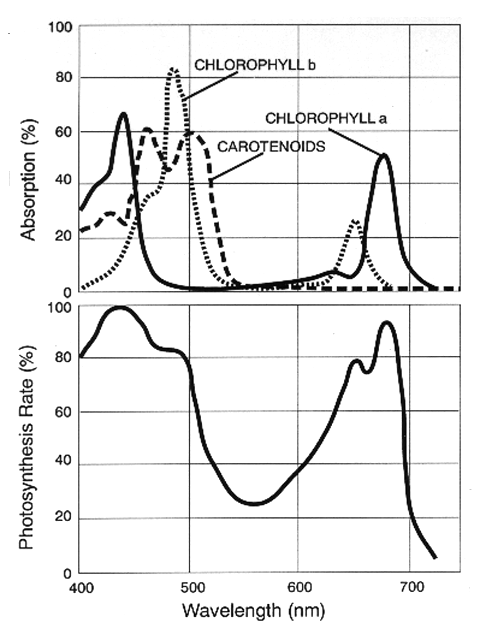

الإشعاع الضوئي النشط (بالإنجليزية: Photosynthetically active radiation)‏ أو الإشعاع النشط في التمثيل الضوئي الذي يُعرف اختصاراً بـ PAR، هو نطق طيفي في طاقة الإشعاع الشمسي القابل للاستيعاب من طرف أنظمة التمثيل الضوئي الطبيعية والذي يعادل تقريباً طيف الضوء الطبيعي للموجات من 400 إلى 700 نانومتر. وبالتالي يمكن للكائنات التمثيلية أن تستعملها في عملية التمثيل الضوئي. هذه المنطقة الطيفية يتوافق أكثر أو أقل مع مجموعة من الضوء مرئية للعين البشرية. وتميل الفوتونات ذات الأطوال الموجية الأقصر إلى أن تكون نشطة جداً بحيث يمكن أن تلحق الضرر بالخلايا والأنسجة، ولكن يتم تصفيتها في الغالب بواسطة طبقة الأوزون في طبقة الستراتوسفير. 

## روابط خارجية
- عملية التمثيل الضوئي
- Comparison of Quantum (PAR) Sensors with Different Spectral Sensitivities